# Couture Saint-Gervais
La Couture Saint-Gervais, Coutures Saint-Gervais ou Cultures Saint-Gervais est un micro quartier à l’est du Marais situé de part et d’autre de la rue de Turenne, à l’est jusqu’à la rue Vieille-du-Temple, à l’ouest jusqu'à la rue des Arquebusiers, qui s'étend, au nord jusqu'aux rues Debelleyme et Saint-Claude, au sud jusqu'aux rues de la Perle, du Parc-Royal et Saint-Gilles.
Ce quartier est construit au début du XVIIe siècle par lotissement de terrains  agricoles (jardins potagers) du domaine des religieuses hospitalières Saint-Gervais.

## Le domaine des Hospitalières de Saint-Gervais
La communauté des religieuses hospitalières de Saint-Gervais installée à l’origine place Baudoyer en face de l'église Saint-Gervais puis à partir de 1656 dans l'hôtel d'O rue Vieille-du-Temple possédait un domaine en cultures maraichères, « la couture Saint-Gervais » (synonyme de culture), « coutures Saint-Gervais » ou « culture Saint-Gervais » délimité par les rues du Parc-Royal, de Thorigny, Debelleyme et de Turenne, également à l'est de cette rue qui était avant 1631 un chemin longeant un égout.
Des marques gravées dans le mur indiquant la limite de la censive sont visibles à l'angle de la rue Thorigny et de la rue Thorigny et à l'angle de cette rue et de la rue Debelleyme : F signifie « fief », C  « couture », S « saint », G « Gervais ».

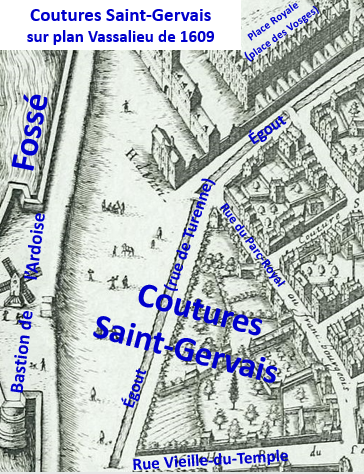
Couture Saint-Gervais sur plan Vasselieu de 1609
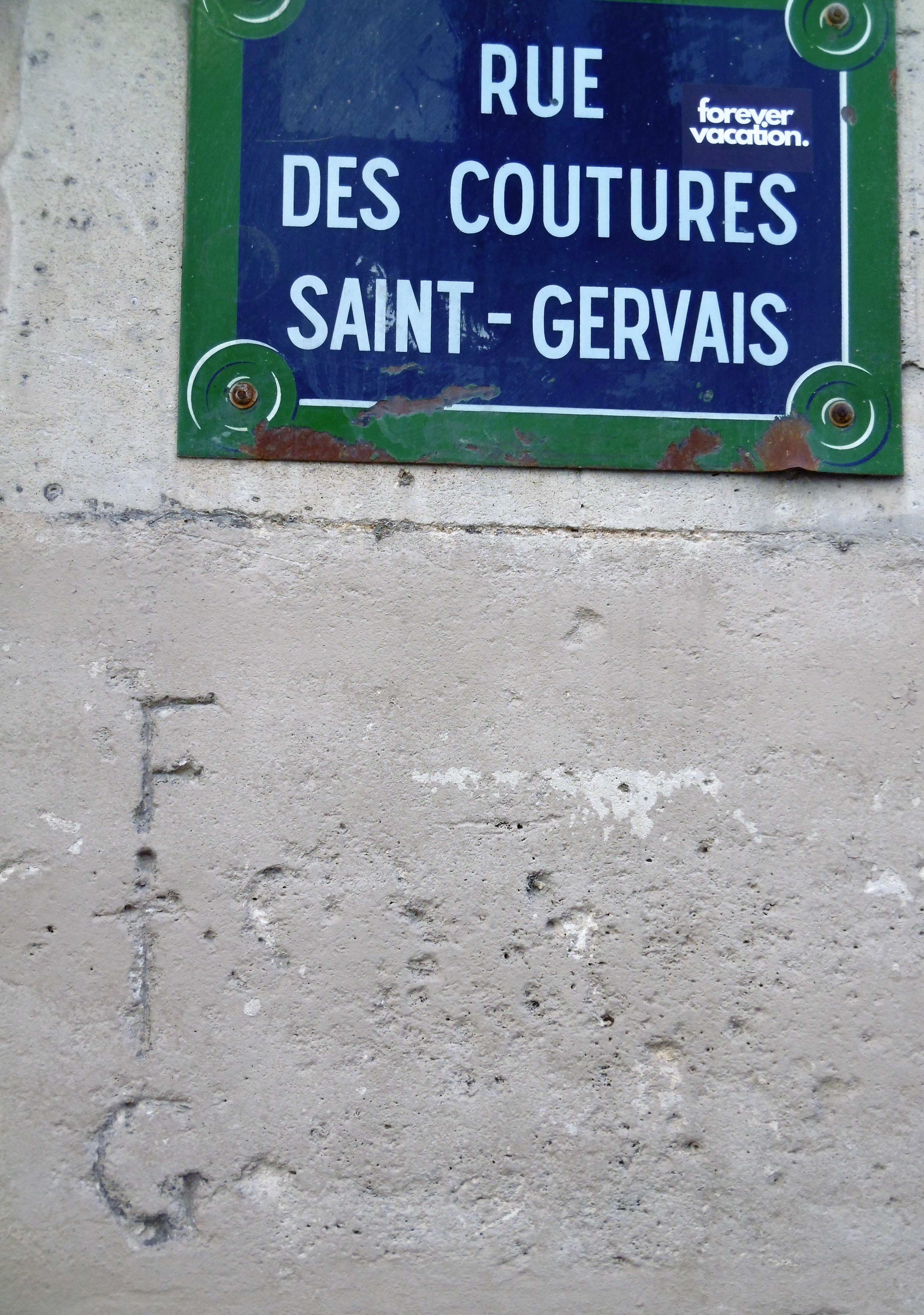
Rue des Coutures St-Gervais limite du fief des hospitalières Saint-Gervais
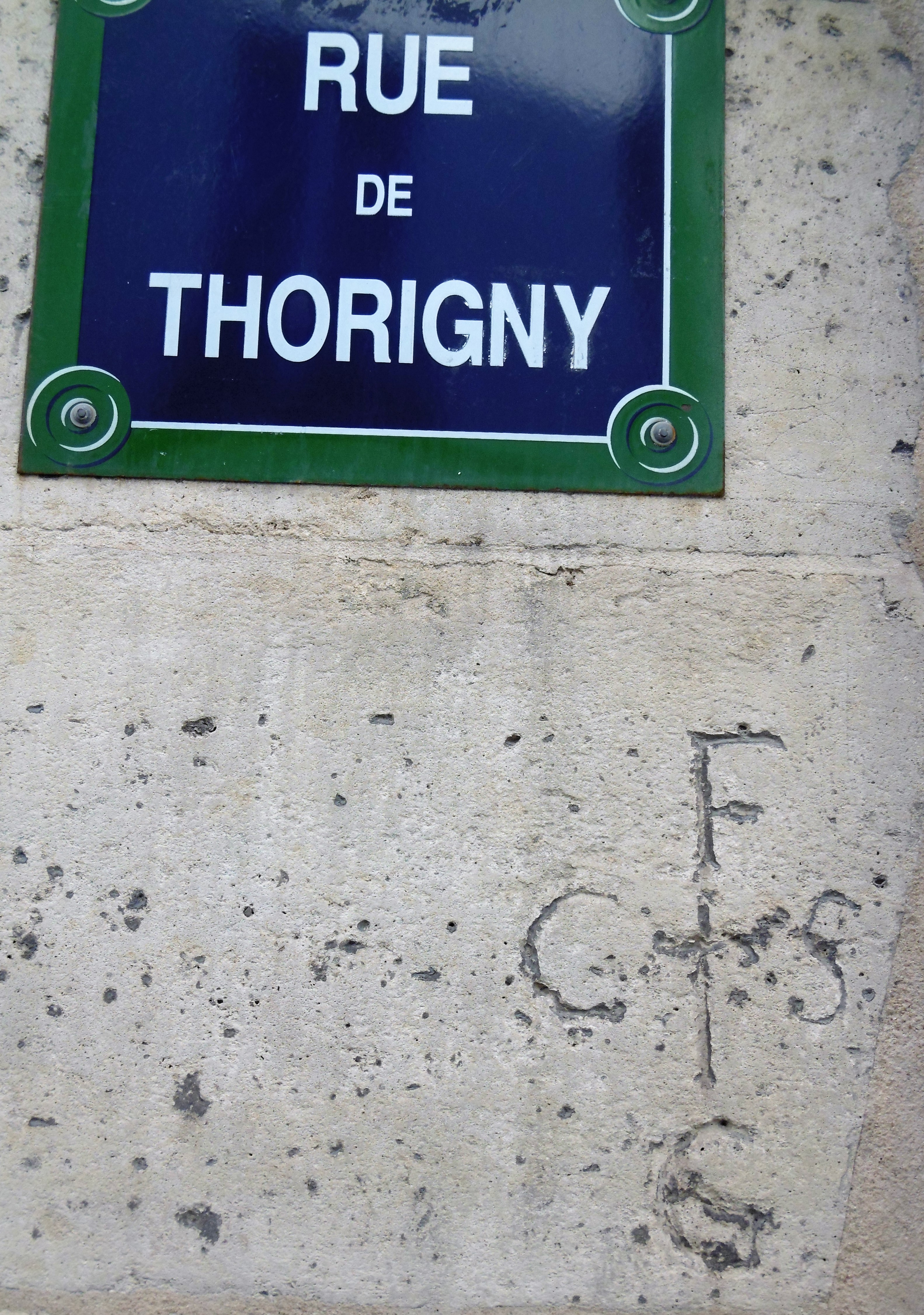
Rue de Thorigny limite de la censive St-Gervais

## Lotissement du territoire entre la rue de Turenne et la rue Vieille-du-Temple
Plusieurs rues furent percées en 1620 sur les jardins potagers appartenant principalement aux religieuses hospitalières Saint-Gervais (également nommées « Sainte-Anastase ») : rue des Coutures-Saint-Gervais, rue du Roi Doré, rue Sainte-Anastase (autre nom de la communauté religieuse), rue de Thorigny et une partie de la rue Debelleyme qui correspondait à la rue concentrique planifiée à l’arrière de la place de France.
Ces voies larges de 6,6 m étaient bordées de constructions destinées à une clientèle relativement modeste, marchands, artisans, bourgeois. Ces constructions étaient composées d’un bâtiment sur rue, d’une cour et d’un deuxième bâtiment au fond.
Des hôtels particuliers sont construits de 1620 à 1623 à proximité sur les terrains de jardins du fief des Petits-Marais qui était un franc-alleu contigu à la couture Saint-Gervais, situé à l’angle de la rue Vieille-du-Temple (des numéros 100 à 110) et de la rue Debelleyme : hôtel d'Hozier, hôtel d’Epernon, hôtel Mégret de Sérilly et hôtel de Lauzun (actuellement annexe du lycée Victor-Hugo) .
Cette valorisation de propriétés foncières est presque contemporaine de l’urbanisation de 1608 à 1626 de la partie du domaine des Templiers à proximité, le long  de plusieurs rues  amorcées en début d’exécution du projet abandonné de place de France : rue Debbeleyme, rues portant les noms de provinces de France et rue Charlot et suit de quelques années celle des terrains de l'ancien hôtel des Tournelles pour la création de la place Royale, actuelle place des Vosges et du couvent des Minimes.
La vente en 1656 à Pierre Aubert de Fontenay, Trésorier général de l’artillerie, d'un  terrain de  3 700 m2 situé au nord de la rue de la Perle pour y construire l’hôtel Salé, porte sur l'un  des derniers non encore bâtis du lotissement.
Le produit de cette vente permet aux religieuses d'acquérir l'hôtel d'O cette même année .

## Lotissement à l’est de la rue de Turenne
Les terrains des religieuses situés du côté est de la rue Saint-Louis (actuelle rue de Turenne), à l’arrière du bastion de l’Ardoise de l’enceinte de Charles V sont lotis à partir de 1634 par Nicolas Le Jay, Président au Parlement de Paris. La rue est alignée en 1634 après couverture en 1631 de l’égout qui la parcourait.
Trois rues sont ouvertes en 1637, la rue Saint-Claude, la rue Neuve-de-Minimes ou rue Neuve Saint-Pierre, dont il ne subsiste depuis 1656 que le tronçon sud (partie de l’actuelle rue Villehardouin), qui reliait la rue Saint-Gilles à la rue Saint-Claude et  la rue des Douze -Portes qui est la partie de la rue Villehardouin donnant sur la rue de Turenne. Les terrains sont découpés en parcelles de 19 m de largeur en bordure de la rue de Turenne sur une longueur 70 m jusqu’à la rue Neuve-des-Minimes où sont édifiés de grands hôtels particuliers du 52 au 68 bis de la rue de Turenne, sauf aux  56 et au 58 et le long d’une rue où l’entrepreneur Michel Villedo fait construire 6 maisons plus modestes de chaque côté, d’où son ancien nom de rue des Douze Portes (actuellement rattachée à la rue Villehardouin).
Vers 1656, la partie nord de la rue Neuve-Saint-Pierre entre la rue des Douze-Portes et la rue Saint-Claude est supprimée et englobée dans les jardins des hôtels ouvrant sur la rue Saint-Louis : Hôtel de Turenne (emplacement de l'actuelle Église Saint-Denys-du-Saint-Sacrement), hôtel Boulin, hôtel Méliand, hôtel de Hesse et principalement l’ hôtel d'Ecquevilly. Ces jardins s’étendent ainsi jusqu’au pied du bastion de l’Ardoise de l’enceinte de Charles V.
En 1721, la veuve d'Auguste de Harlay qui avait hérité de son père le chancelier Louis Boucherat l'hôtel connu actuellement sous le nom d'hôtel d'Ecquevilly ou « hôtel du Grand-Veneur », aliène une partie des jardins proches du « nouveau cours » (actuel boulevard Beaumarchais) ouvert à la place de l’ancien bastion de l'Ardoise. La rue de Harlay, actuelle rue des Arquebusiers est ouverte sur ce terrain. Les rues récemment ouvertes du Grand-Veneur qui relie la rue des Arquebusiers au square Saint-Gilles - Grand-Veneur - Pauline-Roland et  de Hesse sur les façades arrière de l'hôtel du Grand Veneur et de l'hôtel de Hesse sont situées le terrain de cet ancien jardin.

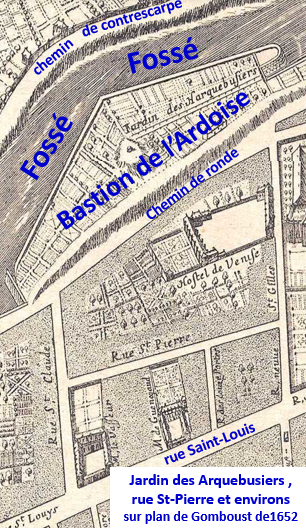
Lotissement des religieuses Saint-Gervais à l’est de la rue de Turenne en 1652
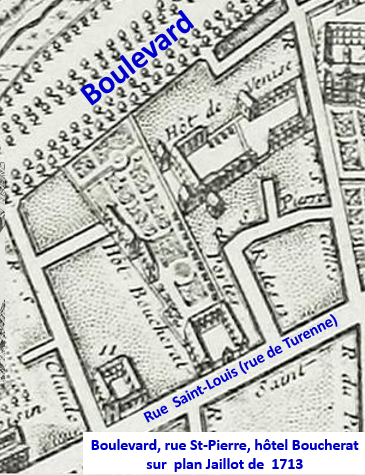
Lotissement en 1713 : une partie de la rue Saint-Pierre est supprimée pour étendre les jardins des hôtels jusqu’au boulevard
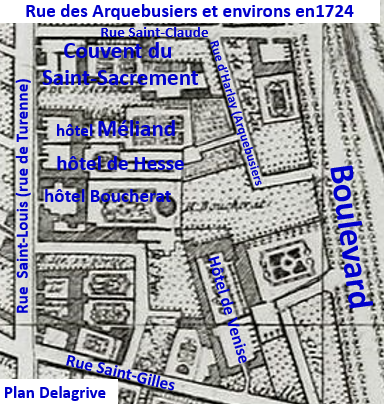
Rue des Arquebusiers sur plan Delagrive de 1724
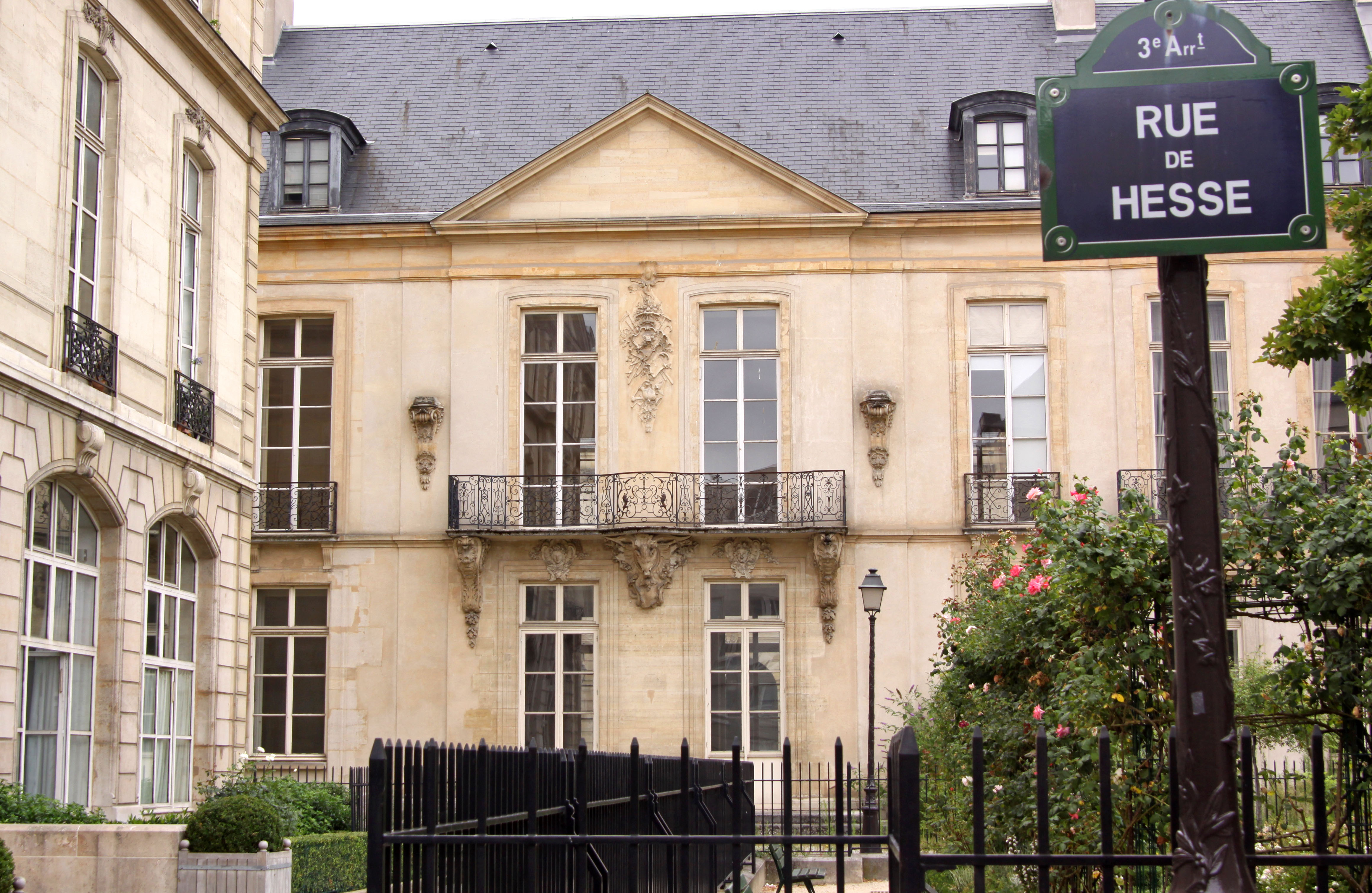
Façade arrière de l'hôtel du Grand Veneur vue du square

## La couture Saint-Gervais auXXIesiècle
Ce très petit quartier au centre-est du Marais, entre la couture du Temple au nord et des secteurs plus animés et plus touristiques au sud, comprend  des rues assez calmes bordées de belles demeures des XVIIe siècle et XVIIIe siècle, la plupart restaurées à la fin du XXe siècle et plusieurs hôtels particuliers utilisés  pour des activités artisanales ou commerciales du XIXe siècle  jusqu'aux années 1960, récemment reconvertis  après restauration en logements résidentiels ou locaux  d'entreprises dans les domaines du luxe ou de l’événementiel. 
Le quartier comprend un centre touristique majeur, le musée Picasso dans l’hôtel Salé.